# Freddy Eugen
Freddy Eugen (født 4. februar 1941 i København, død 8. juni 2018) var en dansk cykelrytter, der især var aktiv som banecykelrytter. Han var professionel cykelrytter fra 1961 til 1969, særligt aktiv inden for seksdagesløb. Han deltog i 95 seksdagesløb, hvoraf han vandt i alt ni. Af disse ni blev de syv vundet med landsmanden Palle Lykke Jensen som makker.
I Europamesterskabet i parløb blev han nr. 2 på Madison sammen med tyskeren Rolf Roggendorf  i 1968. Året før, 1967, blev han nr. 3 sammen med belgieren Romain Deloof.
Oversigt over vundne seksdagesløb med partneren Palle Lykke Jensen:
- 1963: Münster
- 1965: Münster
- 1967-68: London
- 1967-68: Montreal
- 1967-68: Zürich
- 1967-68: Amsterdam
- 1967-68: Berlin